# حرب الخلافة المانتوفية
كانت حرب الخلافة المانتوفية (1628-1631) جزءًا من حرب الثلاثين عاما. كان سببها انقراض خط الذكور المباشر من آل غونزاغا في ديسمبر 1627. كان الإخوة فرانشيسكو الرابع (1612) وفرديناندو (1612-1626) وفينتشنزو الثاني (1626-1627) آخر ثلاثة دوقات من آل غونزاغا وماتوا جميعًا دون ترك أي ورثة شرعيين. دارت الحرب بين أنصار المطالبين المتنافسين، فرنسا ضد هابسبورغ في سباق السيطرة على شمال إيطاليا.
تمحور النزاع على حصن كازالي في مونفيراتو، والتي حاصرها الإسبان مرتين، الأولى من مارس 1628 إلى أبريل 1629، ثم سبتمبر 1629 إلى أكتوبر 1630. أدى التدخل الفرنسي باسم نيفرز في أبريل 1629 إلى نقل القوات الإمبراطورية من شمال ألمانيا لدعم إسبانيا. على الرغم من الاستيلاء على مانتوفا في يوليو 1630، أرغم التدخل السويدي المدعوم من فرنسا في حرب الثلاثين عامًا الإمبراطور فرديناند الثاني على سحب قواته وإحلال السلام.
أكدت معاهدة شيراسكو المُوقّعة في يونيو 1631 أن نيفرز هو دوق مانتوفا ومونتفيرات، مقابل خسائر إقليمية طفيفة. الأهم من ذلك، أنها أبقت على بينيرولو وكازالي في حوزة الفرنسيين، والذين سيطروا على إمكانية الوصول إلى ممر عبر جبال الألب. ساهم تحويل الموارد الإمبراطورية والإسبانية من ألمانيا في مساعدة السويديين على إثبات وجودهم داخل الإمبراطورية الرومانية المقدسة وهو السبب الرئيسي في استمرار حرب الثلاثين عامًا حتى عام 1648.

## خلفية
اعتبارًا من عام 1308، حكمت سلالة غونزاغا دوقية مانتوفا، والتي استولت كذلك على دوقية مونتفيرات في عام 1574 بالزواج. شكّل كلا الإقليمين جزءًا من الإمبراطورية الرومانية المقدسة وحظيا بأهمية إستراتيجية ضمن المنطقة المعروفة باسم لومبارديا، التي خضعت لسيطرة دوقية ميلانو في إطار الحكم الإسباني. سمحت السيطرة على هذه المنطقة لحكام هابسبورغ في إسبانيا والنمسا بتهديد مقاطعتي لانغيدوك ودوفيني المضطربتين في جنوب فرنسا، فضلًا عن حماية طريق الإمداد البري المعروف باسم الطريق الإسباني.
شكلت المستعمرات الإسبانية في لومبارديا ومملكة نابولي مصدرًا رئيسيًا للمجندين والإمدادات العسكرية ومثلت أساس السلطة الإسبانية في أوروبا طيلة القرن السابع عشر. في العقود الأخيرة، تعزز موقف الإسبان عندما استولوا على كميونة فينالي، وسيطروا كذلك على إمارتي بيومبينو وموناكو المستقلتين، فضلًا عن حصون في مودينا وميراندولا. غير أن منافسيهما الإقليميين، جمهورية البندقية والبابا أوربان الثامن، حاكم الولايات البابوية، نظرًا إلى هذا التوسع بقلق متزايد.
في فبراير 1627، أصبح فينسينزو الثاني، آخر ذكر من النسل المباشر لسلالة غونزاغا، دوق مانتوفا ومونتفيرات، وحاول حل الخلافة داخليًا إدراكًا منه لوضعه الصحي السيء. كان الوضع القانوني معقدًا، إذ سُمح للإناث بالإرث في مونتفيرات في حين لم يُسمح لهن ذلك في مانتوفا، وعلاوة على ذلك، بينما حُكمت الدوقيات بالفعل باعتبارها دويلات مستقلة، إلا أن وضعها كدويلات إمبراطورية منح الإمبراطور الروماني المقدس قدرًا من السيطرة على الخلافة. بغض النظر عن تلك المسائل، كان أقوى المنافسين تشارلز غونزاغا، دوق نيفرز، ابن عم فينسينزو الثاني وأحد الأقران الفرنسيين.
كانت الجوانب القانونية أقل أهمية مقارنة بالتهديد المتصور للمصالح الإسبانية في حال وقوع الدوقية تحت النفوذ الفرنسي وبدأ كوردوبا، حاكم لومبارديا الإسباني، عقد مناقشات مع مدريد بشأن الإجراءات العسكرية المحتملة لمنع ذلك. اشتملت البدائل المتاحة على كارلو إمانويلي الأول، دوق سفويا، الذي شملت مطالبته في المقام الأول مونتفيرات، وفيرانتي غونزاغا الثاني، دوق غواستالا، وهو أحد أقرباء سلالة غونزاغا من نسل بعيد والمفوض الإمبراطوي العام في إيطاليا. لتعزيز موقفه، رتب تشارلز من نيفرز لزواج ابنه تشارلز غونزاغا الثاني من ابنة أخت فينسينزو ماريا غونزاغا، وريثة مونتفيرات، وأقيم الحفل في 23 ديسمبر 1627، قبل ثلاثة أيام من وفاة فينسينزو. وصل نيفرز إلى مانتوفا في 17 يناير وأرسل مبعوثًا إلى الإمبراطور فرديناند الثاني يطالب بالاعتراف الإمبراطوري به.

## الأهداف الاستراتيجية
ذكر المؤرخ بيتر ويلسون: «لم تتطلع أي من القوى الكبرى إلى قتال في إيطاليا» ويُعزى الصراع إلى مجموعة من الأحداث، بما في ذلك سوء التفاهم بين قرطبة ومدريد، علاوة على رفض نيفرز التوصل إلى حل وسط. على الرغم من الصلة العائلية، لم يتشارك الإسبان والنمساويون من سلالة هابسبورغ الأهداف ذاتها. بينما كانت إسبانيا تسعى دومًا إلى تعزيز موقعها في شمال إيطاليا، تمثلت رغبة فرديناند في تجنب تحويل الموارد عن ألمانيا، فضلًا عن تأكيد السلطة الإمبراطورية من خلال البت في مسألة الخلافة بنفسه. وافق على اعتماد نيفرز دوقًا مقابل حصن كازالي مونفيراتو المبني حديثًا، عاصمة مونتفيرات، وهي تسوية اقترحتها زوجته الإمبراطورة إليونورا، شقيقة دوق فينسينزو الثاني الذي توفي مؤخرًا.
بدا هذا الحل مقبولُا، ولا سيما أن رئيس الوزراء الفرنسي الكاردينال ريشيليو كان يعتبر نيفرز عميلًا لهابسبورغ علاوة على انشغاله كليًا بحصار لا روشيل. بيد أن ذلك تقوّض نظرًا لتشارك كوردوبا وكارلو إيمانويل طموحهما، إذ كافحا من عام 1613 إلى 1617 في سبيل الاستيلاء على مونتفيرات. وافقوا على تقسيم الدوقية قبل فترة قصيرة من وفاة فينسينزو، فنالت دوقية سفويا معظمها في حين حازت إسبانيا على كازالي، وهي صفقة وافق عليها فيليب الرابع ملك إسبانيا ورئيس وزرائه أوليفاريس. في 26 يناير، أمر فرديناند كوردوبا بعدم إرسال قوات إلى مانتوفا أو مونتفيرات وصادر كلا الإقليمين في 1 أبريل إلى حين صدور قرار نهائي بشأن الخلافة. بحلول ذلك الوقت، فات الأوان على احتمال وقف القتال.
بينما كافحت الدول الكبيرة مثل فرنسا للقتال في مسارح متعددة في آن واحد، ركزت دبلوماسية القرن السابع عشر على فتح جبهات جديدة من خلال إنشاء تحالفات ضد المعارضين، أو تحرير الموارد من خلال إنهاء الصراع القائم. نفذت هابسبورغ المبدأ ذاته، واعتمد فرديناند، الذي لم يمتلك جيشًا خاصًا به، على الدعم الذي قدّمه حلفائه الألمان الذين كانوا مترددين في كثير من الأحيان، أو المرتزقة المكلفين مثل ألبرشت فون فالنشتاين. بينما كان من المفترض أن تساهم الموارد الضخمة في زيادة إمكانية الإمبراطورية الإسبانية على استبدال خسائرها، إلا أن تمويل الهجوم في إيطاليا تطلب تعليق العمليات في فلاندرز. نظرًا لإرغام هابسبورغ على الدفاع في ألمانيا، كان للصراع على خلافة مانتوفان أثر سلبي على حرب الثلاثين عامًا.

## المرحلة الأولى؛ يناير 1628 إلى يونيو 1629
بمنح موافقتهما، افترض كل من أوليفاريس وفيليب أن الاستيلاء على كازالي سيكون سريعًا، ولكن كوردوبا استغرق عدة أشهر لحشد قوات بلغ عدد أفرادها 12,000 من أجل العمليات في مونتفيرات، فضلًا عن 1000 فرد من قوات سفويا. انضموا إلى 11,000 فرد من القوات التي تجمعت في دوقية ميلانو، في حين جرى توظيف 6,000 جندي لاستكشاف مدينة كريمونا الاستراتيجية وسد ممر جبال الألب. بدأت عمليات الحصار في مارس، ونظرًا لأن كازالي كانت واحدة من أكبر التحصينات وأكثرها حداثة في أوروبا، استغرقت العملية وقتًا طويلًا، ما منح نيفرز وقتًا لتجنيد جيشه. تمكن من جمع قوة بلغت 11,000 فردًا، بما في ذلك الميليشيا والمرتزقة الفرنسيون، وضمت 2,000 فرد من سلاح الفرسان، وهو عدد كبير لدوقية لا يتجاوز عدد سكانها 300,000 نسمة. فضلًا عن الدعم الذي قدمه كل من الإمبراطورة إليونورا والبندقية والبابا، حظي نيفرز كذلك بدعم القائد العسكري فرديناند والينشتاين، الذي أراد من جيشه التركيز على الاستيلاء على سترالسوند في شمال ألمانيا. أسفرت هذه العوامل عن تأخير أي تدخل إمبراطوري حتى سبتمبر 1629.